# Нику, Сами
Сами Нику (фин. Sami Niku; 10 октября 1995, Хаапавеси, Северная Остроботния, Финляндия) — финский профессиональный хоккеист, защитник ХК «Лозанна».

## Карьера
Нику дебютировал на профессиональном уровне в сезоне 2014/15 за клуб ЮП в местной лиге. Первый полноценный сезон за ЮП он провёл в сезоне 2016/17, сыграв 59 матчей, и набрав 27 очков.
15 мая 2017 года Нику подписал трёхлетний контракт новичка с клубом НХЛ «Виннипег Джетс», который выбрал его на драфте НХЛ 2015 года в 7-м раунде под общим 198-м номером. Сезон 2017/18 он начал в фарм-клубе «лётчиков» клубе АХЛ «Манитоба Мус». Дебют в НХЛ для Сами состоялся в конце сезона того же года, 3 апреля 2018 года, в матче против команды «Монреаль Канадиенс», где он сразу же забил свой первый гол в НХЛ. По итогам сезона 2017/18 в АХЛ Нику получил приз Эдди Шор Эворд, который вручается лучшему защитнику лиги по итогам голосования среди игроков и представителей прессы, также он вошёл в символическую сборную лиги среди всех игроков и в сборную лучших новичков лиги.